# Mittelhausen
Mittelhausen (en alsacià Míttelhüse) és un antic municipi i actual municipi delegat francès, situat a la regió del Gran Est, al departament del Baix Rin. L'any 1999 tenia 509 habitants.
A finals del 2015 es va unir als municipis de Hohatzenheim, Gingsheim i Wingersheim per crear el nou municipi de Wingersheim les Quatre Bans.

## Demografia
| 1962 | 1968 | 1975 | 1982 | 1990 | 1999 |
| ---- | ---- | ---- | ---- | ---- | ---- |
| 405  | 394  | 379  | 435  | 490  | 509  |

## Administració
| Període   | Identitat       | Partit |
| --------- | --------------- | ------ |
| 1953-1977 | Albert Colin    |        |
| 1977-1995 | Robert Bohr     |        |
| 1995-2005 | Alfred Peter    |        |
| 2005-     | Mireille Goehry |        |